# ألبرت برينر
ألبرت برينر (بالإنجليزية: Albert Brenner)‏ هو مخرج فني أمريكي، ولد في 17 فبراير 1926 في بروكلين في الولايات المتحدة.

## وصلات خارجية
- ألبرت برينر على موقع IMDb (الإنجليزية)
- ألبرت برينر على موقع أول موفي (الإنجليزية)
- ألبرت برينر على موقع قاعدة بيانات الفيلم (الإنجليزية)